# 富岡車站 (福島縣)
37°20′06.9″N 141°01′20.2″E / 37.335250°N 141.022278°E
富岡車站（日语：／ Tomioka eki */?），是東日本旅客鐵道（JR東日本）常磐線的鐵路車站，位於福島縣雙葉郡富岡町。

## 東日本大地震的影響
2011年3月11日發生東日本大地震，此站遭地震引發的海嘯沖毀，且因位於福島第一核電廠事故方圓20公里警戒區之內，而停止營業。2013年3月24日之後，因放射線劑量降低，車站一帶改列為避難指示解除準備區域，不再管制人員進出，但仍禁止夜宿。JR東日本與當地自治體已有共識，在防波堤等防海嘯設施建設完成後，計劃在原地往北約300公尺處重建車站。
2017年10月21日此站與龍田車站間的重建工程以及除污作業完工，恢復鐵路交通。富岡車站至浪江車站間路段，已于2020年3月14日恢复列车运行。

## 車站結構

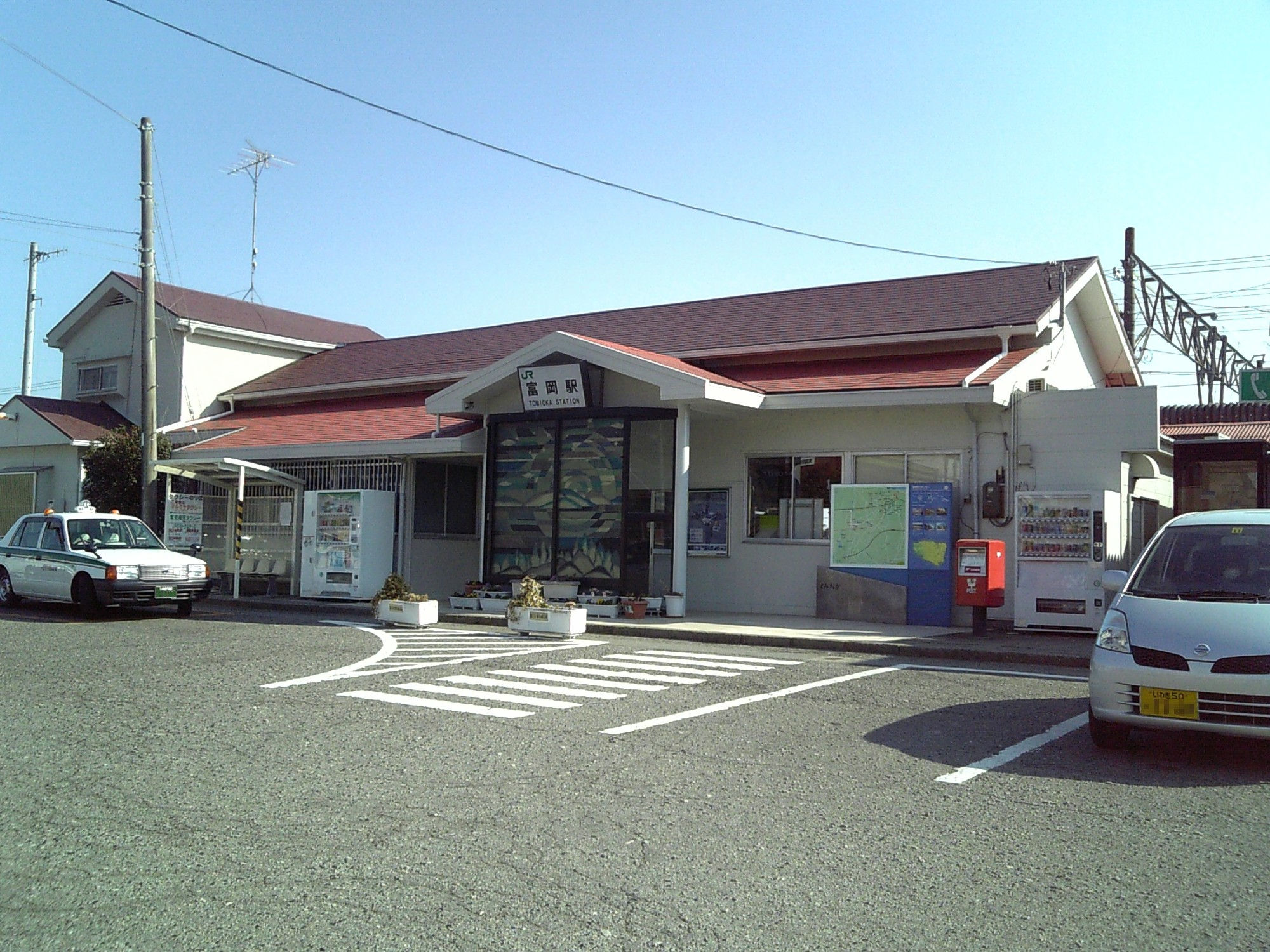
被海嘯沖毀前的站房（2008年3月9日攝）

地震前的舊站舍震災前是2面3線的地面車站，月台與站房間以跨線橋連接。車站有站長及站員值勤，設有綠色窗口及自動售票機。
重建後的新站房位於舊站房北面約100公尺處，仍為地面車站，有一座側式月台、一座島式月台及三股軌道，島式月台與站房間以跨線橋連接。2018年2月1日起，車站改為磐城站管理，委由JR東日本的子公司JR東日本車站服務（JR東日本ステーションサービス）派員值勤，但不再設綠色窗口，僅設對號座自動售票機。
車站站內設有顯示放射線劑量的LED顯示器。

### 月台配置
| 站台 | 线路    | 方向 | 目的地               |
| ---- | ------- | ---- | -------------------- |
| 1    | ■常磐线 | 下行 | 开往原之町・仙台方向 |
| 2・3 | ■常磐线 | 上行 | 开往磐城・水户方向   |

（來源：JR東日本:車站構內圖 （页面存档备份，存于））

## 使用情況
根據JR東日本，2000年度（平成12年度）- 2018年度（平成30年度）1日平均上車人次推移如下表。
| 上車人次推移       | 上車人次推移     | 上車人次推移                      | 上車人次推移    |
| 年度               | 1日平均 上車人次 | 備註                              | 來源            |
| ------------------ | ---------------- | --------------------------------- | --------------- |
| 2000年（平成12年） | 649              |                                   | [ 利用客数 1 ]  |
| 2001年（平成13年） | 649              |                                   | [ 利用客数 2 ]  |
| 2002年（平成14年） | 629              |                                   | [ 利用客数 3 ]  |
| 2003年（平成15年） | 603              |                                   | [ 利用客数 4 ]  |
| 2004年（平成16年） | 589              |                                   | [ 利用客数 5 ]  |
| 2005年（平成17年） | 564              |                                   | [ 利用客数 6 ]  |
| 2006年（平成18年） | 543              |                                   | [ 利用客数 7 ]  |
| 2007年（平成19年） | 525              |                                   | [ 利用客数 8 ]  |
| 2008年（平成20年） | 497              |                                   | [ 利用客数 9 ]  |
| 2009年（平成21年） | 484              |                                   | [ 利用客数 10 ] |
| 2010年（平成22年） | 474              |                                   | [ 利用客数 11 ] |
| 2011年（平成23年） | 営業休止         | 2011年3月11日以降、営業休止のため |                 |
| 2012年（平成24年） | 営業休止         |                                   |                 |
| 2013年（平成25年） | 営業休止         |                                   |                 |
| 2014年（平成26年） | 営業休止         |                                   |                 |
| 2015年（平成27年） | 営業休止         |                                   |                 |
| 2016年（平成28年） | 営業休止         |                                   |                 |
| 2017年（平成29年） | 86               |                                   | [ 利用客数 12 ] |
| 2018年（平成30年） | 225              |                                   | [ 利用客数 13 ] |

## 圖片

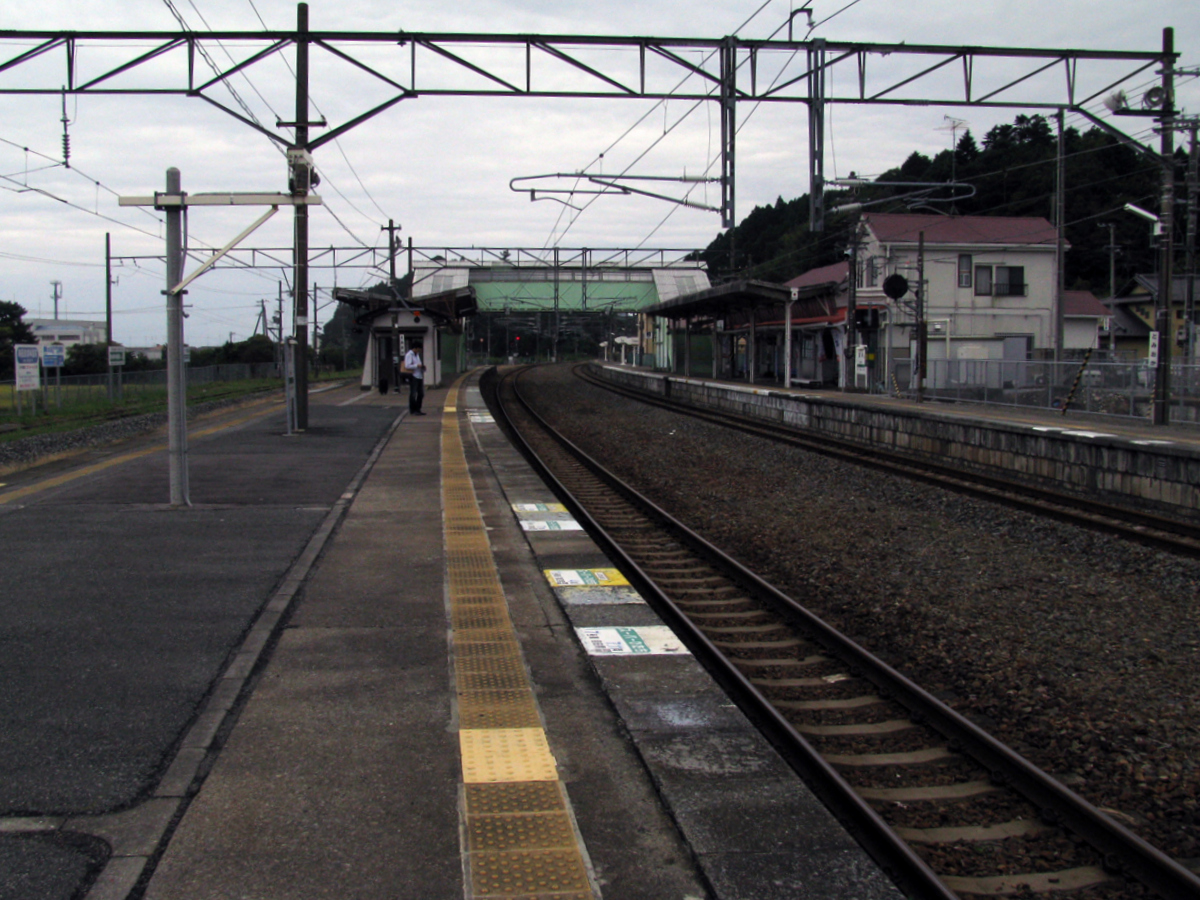
震災前站區（2009年10月3日攝）
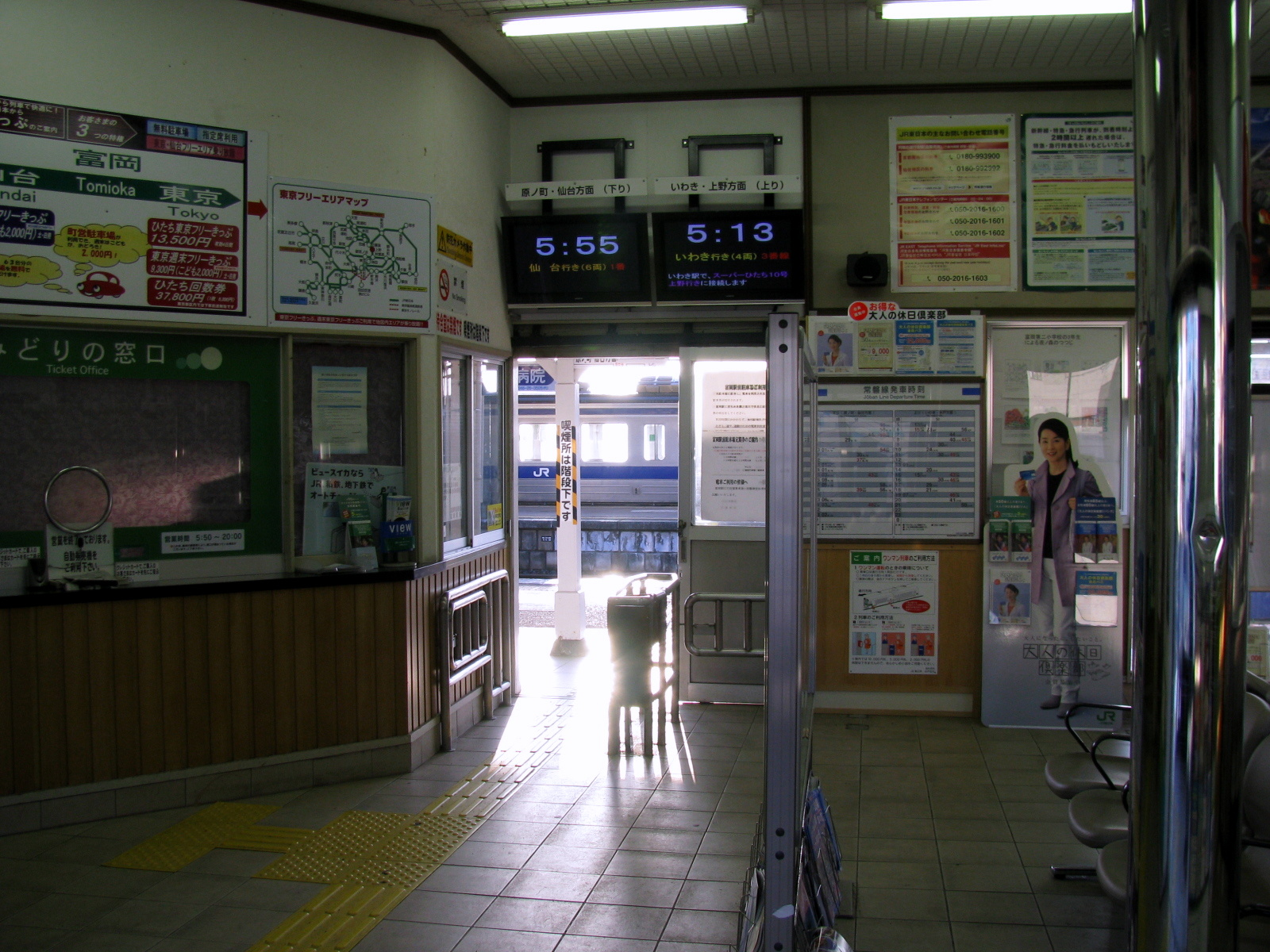
震災前車站剪票口（2008年6月1日攝）
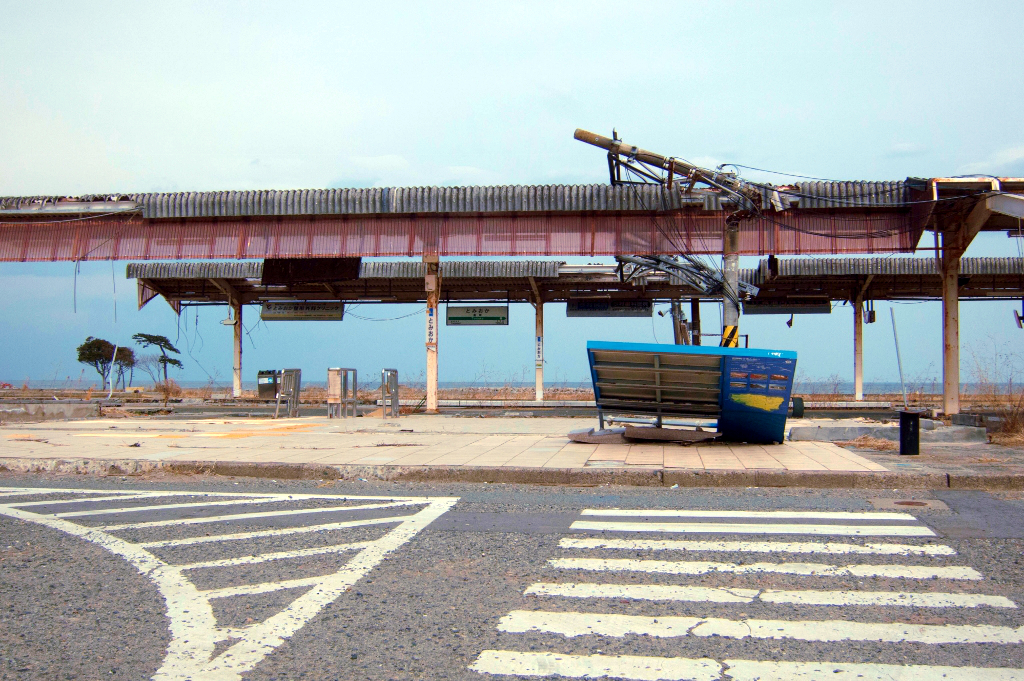
震災及海嘯後遭沖毀的站房（2012年3月22日攝）

## 相鄰車站
東日本旅客鐵道
■常磐線
龍田－富岡－夜之森

### 使用情況
1. ↑  . 東日本旅客鉄道.   [2019-03-04]. （原始内容存档于2019-04-02）.
2. ↑  . 東日本旅客鉄道.   [2019-03-04]. （原始内容存档于2019-02-22）.
3. ↑  . 東日本旅客鉄道.   [2019-03-04]. （原始内容存档于2019-04-02）.
4. ↑  . 東日本旅客鉄道.   [2019-03-04]. （原始内容存档于2019-03-27）.
5. ↑  . 東日本旅客鉄道.   [2019-03-04]. （原始内容存档于2019-02-23）.
6. ↑  . 東日本旅客鉄道.   [2019-03-04]. （原始内容存档于2019-04-02）.
7. ↑  . 東日本旅客鉄道.   [2019-03-04]. （原始内容存档于2019-04-02）.
8. ↑  . 東日本旅客鉄道.   [2019-03-04]. （原始内容存档于2019-04-02）.
9. ↑  . 東日本旅客鉄道.   [2019-03-04]. （原始内容存档于2019-02-22）.
10. ↑  . 東日本旅客鉄道.   [2019-03-04]. （原始内容存档于2019-04-02）.
11. ↑  . 東日本旅客鉄道.   [2019-03-04]. （原始内容存档于2019-04-02）.
12. ↑  . 東日本旅客鉄道.   [2019-03-04]. （原始内容存档于2019-03-25）.
13. ↑  . 東日本旅客鉄道.   [2019-07-05]. （原始内容存档于2021-10-24）.

## 外部連結
- 車站資訊（富岡）：東日本旅客鐵道